# Lightning (złącze)
Lightning – złącze stosowane w produktach firmy Apple, zaprezentowane 12 września 2012 roku wraz z premierą iPhone 5. 
Złącze Lightning składa się z 8 pinów. Wtyk jest dwustronny i może być podłączony do urządzenia na dwa sposoby. Nie wszystkie piny z obu stron wtyczki są symetrycznie ze sobą połączone. W związku z tym, w urządzeniach znajduje się odpowiedni układ, który wykrywa orientację kabla i odpowiednio przypisuje funkcje poszczególnym liniom sygnałowym. 
W porównaniu do wcześniej stosowanego w urządzeniach Apple złącza 30-pinowego, Lightning jest ok. 3-4 razy węższy, a odpowiedni port wewnątrz obudowy cechuje się również mniejszą grubością. Dla posiadaczy akcesoriów ze starszym portem Apple przygotowało odpowiednią przejściówkę. 
Przez złącze można ładować smartfon, przesyłać obraz i dźwięk. Do tego celu wymagane są adaptery Lightning. Przewód Lightning może być zakończony wyjściem HDMI, słuchawkowym 3,5 mm czy slotem na karty SD.  

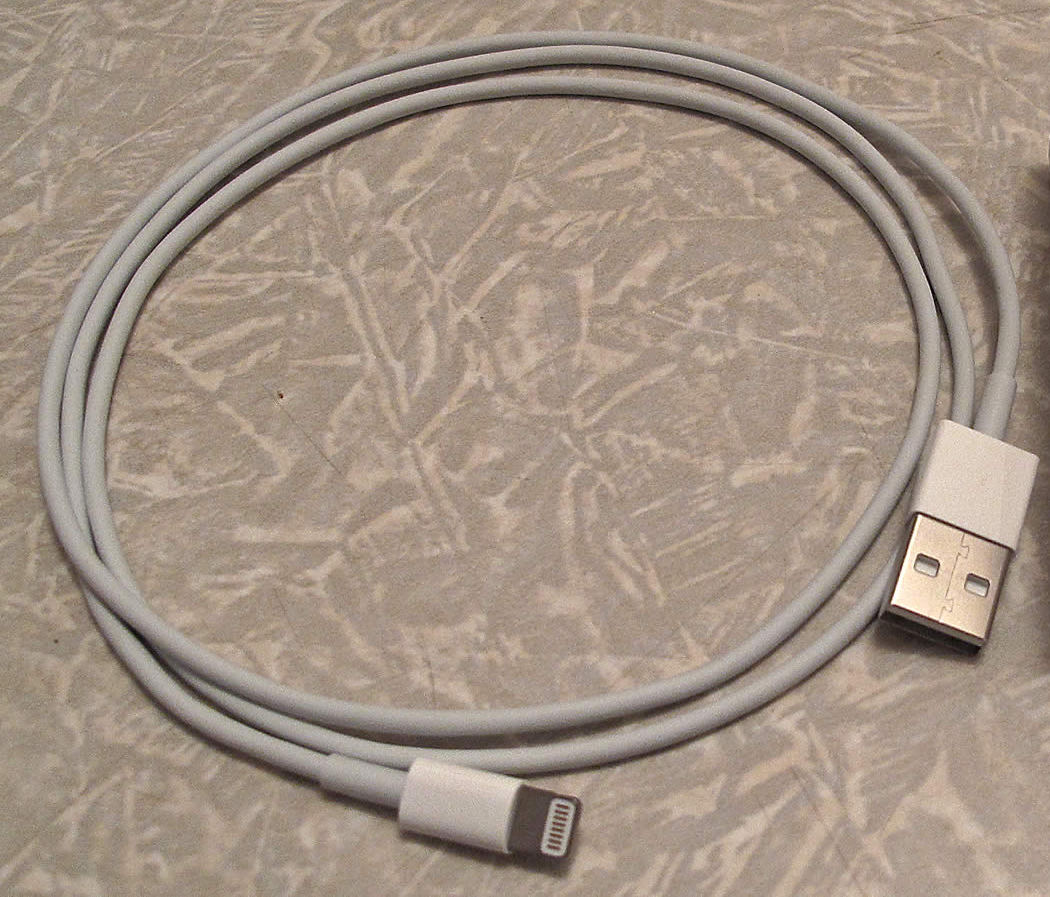
Przewód ze złączem Lightning na USB (MD818)